# Siheung
Siheung (Hangul: 시흥, Hanja: 始興, Hán Việt: Thủy Hưng) là thành phố thuộc tỉnh tỉnh Gyeonggi, Hàn Quốc. Thành phố có diện tích km2, dân số là hơn người (năm 2008). Thành phố có cự ly  km về phía nam Seoul. Thành phố có 18 dong (phường).

## Các đơn vị hành chính
Thành phố được chia thành 18 dong (phường):
| Đơn vị hành chính | Tiếng Hàn | Diện tích (km²) | Dân số  | Số hộ gia đình |
| ----------------- | --------- | --------------- | ------- | -------------- |
| Daeya-dong        | 대야동    | 9.85            | 31,276  | 12.860         |
| Sincheon-dong     | 신천동    | 3.44            | 38.566  | 17,898         |
| Sinhyun-dong      | 신현동    | 12.64           | 10,712  | 4,396          |
| Eunheng-dong      | 은행동    | 5.96            | 44,233  | 15,278         |
| Maehwa-dong       | 매화동    | 11.20           | 12,848  | 5,133          |
| Mokgam-dong       | 목감동    | 17.57           | 40,586  | 15,795         |
| Gunja-dong        | 군자동    | 16.69           | 23,735  | 9,738          |
| Wolgot-dong       | 월곶동    | 8.53            | 15,358  | 6,859          |
| Jeongwangbon-dong | 정왕본동  | 8.83            | 21,720  | 14,016         |
| Jeongwang 1-dong  | 정왕1동   | 6.55            | 23,869  | 13,085         |
| Jeongwang 2-dong  | 정왕2동   | 5.55            | 32,536  | 12,516         |
| Jeongwang 3-dong  | 정왕3동   | 6.18            | 23,894  | 10,881         |
| Jeongwang 4-dong  | 정왕4동   | 5.80            | 22,289  | 7,438          |
| Baegot-dong       | 배곧동    | 4.97            | 68,084  | 25,421         |
| Gwarim-dong       | 과림동    | 7.65            | 2,069   | 1,247          |
| Yeonseong-dong    | 연성동    | 10.05           | 23,368  | 8,283          |
| Janggok-dong      | 장곡동    | 3.49            | 17,832  | 5.606          |
| Naegok-dong       | 능곡동    | 4.34            | 17,156  | 6,946          |
| Tổng              | 시흥시    | 135.79          | 472,162 | 186,443        |

## Thành phố kết nghĩa
- Đức Châu, Sơn Đông, Trung Quốc[4]
- Rochester, Minnesota, Hoa Kỳ[5]
- Hachiōji, Kantō, Nhật Bản[6]